# Tchkalovske
Tchkalovske (ukrainien : Чкаловське) est une commune urbaine de l'oblast de Kharkiv, en Ukraine. Elle compte 3 730 habitants en 2021.

## Géographie
La commune urbaine de Tchkalovske se situe le long d'un petit affluent de rive gauche de la rivière Donets, principal affluent du fleuve Don. Elle se trouve à environ 50 kilomètres au sud-est de la ville de Kharkiv.